# Papieska elekcja 1280–1281
Papieska elekcja 22 sierpnia 1280 – 22 lutego 1281 – ostatnia papieska elekcja, która odbywała się w Viterbo. Wyniosła na tron papieski Marcina IV.

## Śmierć Mikołaja III
Mikołaj III z rodu Orsini zmarł 22 sierpnia 1280 w Viterbo. Był on przeciwnikiem króla Sycylii Karola I Andegaweńskiego i w trakcie swojego pontyfikatu próbował z powodzeniem osłabić jego dominację we Włoszech. W polityce wewnętrznej cechował go nepotyzm – mianował kardynałami dwóch swoich krewnych, ale jednocześnie ogłosił amnestię dla skłóconego z Orsinimi rodu Colonna i po raz pierwszy od kilkudziesięciu lat wprowadził jego przedstawiciela do Świętego Kolegium.

## Lista uczestników
W chwili śmierci Mikołaja III Święte Kolegium liczyło trzynastu kardynałów (dziewięciu Włochów, trzech Francuzów i Hiszpan), z czego siedmiu mianował Urban IV, a sześciu Papież Mikołaj III. Aż trzech kardynałów było krewnymi Mikołaja III (Matteo, Latino i Giordano Orsini), choć jeden z nich (Matteo) otrzymał nominację jeszcze od Urbana IV. W elekcji początkowo brali udział wszyscy, jednak w trakcie obrad dwóch kardynałów zostało uwięzionych z czego jeden (Matteo Orsini) nie odzyskał wolności już do końca elekcji. W ostatnim głosowaniu uczestniczyło dwunastu elektorów:
- Ordoño Alvares (nominacja kardynalska: 12 marca 1278) – kardynał biskup Tusculum; prymas Świętego Kolegium Kardynałów
- Bentivenga da Bentivengi OFM (12 marca 1278) – kardynał biskup Albano; penitencjariusz większy
- Latino Malabranca Orsini OP (12 marca 1278) – kardynał biskup Ostia e Velletri
- Simon de Brion (24 grudnia 1261) – kardynał prezbiter S. Cecilia; protoprezbiter Świętego Kolegium Kardynałów
- Ancher Pantaleon (31 maja 1262) – kardynał prezbiter S. Prassede
- Guillaume de Bray (31 maja 1262) – kardynał prezbiter S. Marco; kamerling Świętego Kolegium Kardynałów
- Gerardo Bianchi (12 marca 1278) – kardynał prezbiter Ss. XII Apostoli
- Girolamo Masci OFM (12 marca 1278) – kardynał prezbiter S. Pudenziana
- Giacomo Savelli (24 grudnia 1261) – kardynał diakon S. Maria in Cosmedin; komendatariusz kościoła prezbiterialnego S. Anastasia; protodiakon Świętego Kolegium Kardynałów
- Goffredo da Alatri (24 grudnia 1261) – kardynał diakon S. Giorgio in Velabro
  - Matteo Orsini Rosso (31 maja 1262) – kardynał diakon S. Maria in Portico; archiprezbiter bazyliki watykańskiej (uwięziony od 2 lutego 1281)
- Giordano Orsini (12 marca 1278) – kardynał diakon S. Eustachio (uwięziony w dniach od 2 do 5 lutego 1281)
- Giacomo Colonna (12 marca 1278) – kardynał diakon S. Maria in Via Lata; komendatariusz kościoła prezbiterialnego S. Marcello i diakonii S. Maria in Aquiro

## Podziały wśród kardynałów
Kardynałowie byli podzieleni na dwie frakcje. Jedna była skupiona wokół krewnych zmarłego papieża z rodu Orsini (Latino, Giordano i Matteo), a druga składała się z kardynałów opozycyjnych wobec Mikołaja III. Przeciwnicy Orsinich mieli większość, jednak nie aż taką, by wybrać samodzielnie papieża. Dominującą wśród nich grupą byli Francuzi, którzy mieli potężnych sojuszników w osobie króla Karola I z rodu Andegawenów oraz rzymskiego rodu Annibaldi. Kandydatem popieranym przez Karola I był Francuz Simon de Brion, były kanclerz króla Francji Ludwika IX.

## Przebieg elekcji
Elektorzy zgromadzili się w Viterbo krótko po śmierci papieża. Frakcja Orsinich od samego początku za wszelką cenę starała się blokować wybór Simona de Brion. Impas trwał prawie pół roku, a do jego przełamania doszło nie w wyniku kompromisu, lecz użycia siły. Opinia publiczna w Viterbo była wrogo nastawiona do Orsinich, gdyż Mikołaj III mianował podestą Viterbo swego kuzyna Orso Orsiniego, który był bardzo niepopularny. Ludność Viterbo obaliła Orso Orsiniego i wybrała nowego podestę. Pod jego przywództwem 2 lutego 1281 tłum wtargnął do miejsca obrad i uwięził kardynałów Matteo i Giordano Orsini. Kolegium Kardynalskie zaprotestowało przeciwko aresztowaniu dwóch swoich członków i nałożyło na miasto interdykt. Giordano został po trzech dniach zwolniony, natomiast Matteo nie odzyskał wolności aż do końca elekcji. Frakcja Orsinich, pozbawiona lidera, ugięła się i przeszło na stronę kandydata andegaweńskiego.

## Wybór Marcina IV
22 lutego 1281 roku, po sześciu miesiącach obrad, Simon de Brion został jednogłośnie wybrany na papieża i przyjął imię Marcin IV. W rzeczywistości był dopiero drugim papieżem o tym imieniu, jednak w XIII-wiecznych katalogach papieży jako Marcina II i Marcina III błędnie nazywano papieży Maryna I (882-884) i Maryna II (942-946). Krótko po ogłoszeniu wyniku elekcji zwolniono kardynała Matteo Orsiniego.
Wybór Francuza na Stolicę Apostolską spotkał się z wrogim przyjęciem ze strony mieszkańców Rzymu, którzy nie wpuścili Marcina IV do miasta. W rezultacie nowy papież udał się do Orvieto, gdzie 23 marca został konsekrowany na biskupa przez kardynała biskupa Ostii Latino Malabrancę Orsiniego. Jak się później okazało, Marcin IV w ciągu czterech lat swego pontyfikatu nigdy nie wjechał do Rzymu.